# Cassel Communal Cemetery Extension
Cassel Communal Cemetery Extension is een Britse militaire begraafplaats met gesneuvelden uit de Tweede Wereldoorlog, gelegen in de Franse stad Kassel in het Noorderdepartement. De begraafplaats ligt naast de gemeentelijke begraafplaats, langs de Avenue Albert Mahieu op de oostelijke flanken van de Kasselberg en op 400 m van het stadscentrum. Het terrein ligt op een lager niveau dan de straat en heeft een min of meer rechthoekige vorm. Langs de straatzijde is ze begrensd door een muur en aan de overige zijden door een haag. Het Cross of Sacrifice staat in de oostelijke hoek. De begraafplaats wordt onderhouden door de Commonwealth War Graves Commission. 
Er liggen 115 slachtoffers begraven. 

## Geschiedenis
Tijdens de Eerste Wereldoorlog was Kassel op verschillende tijdstippen het hoofdkwartier van zowel Maarschalk Foch als Lord Plumer. 
In de Tweede Wereldoorlog werd nabij Kassel gevochten door de 48th en de 44th Division om de Britse evacuatie naar Duinkerke en Operatie Dynamo mogelijk te maken.
De begraafplaats telt nu 79 Britse geïdentificeerde graven, 1 Australiër, 12 Tsjechen en 4 Fransen. Drie Britten worden met Special Memorials herdacht omdat hun graven niet meer gelokaliseerd konden worden. Negentien Britse slachtoffers konden niet meer geïdentificeerd worden. 